# Sant Jaume d'Arbeca
Sant Jaume d'Arbeca és una església del municipi d'Arbeca (Garrigues) inclosa en l'Inventari del Patrimoni Arquitectònic de Catalunya.

## Descripció
Església de grans dimensions interiors, però de planta estranya, ja que sembla més ampla que llarga. Consta d'una sola nau amb transsepte i capelles laterals corregudes; la zona del creuer és força amplia. Al sostre de l'altar major hi ha unes pintures dels quatre evangelistes. S'ha cobert amb volta de mig punt, arcs torals i llunetes. Es troba tota pintada a excepció de les pilastres. Aquestes tenen uns grans capitells d'ordre compost. La pavimentació està feta amb grans lloses de pedra, entre les quals hi ha algunes sepultures del segle xviii.
La façana presenta un frontó triple, el central, més gran i amb una petita espadanya al mig. Els laterals són rematats per punxons de boles. El portal és d'estructura barroca, però auster d'ornaments. Està flanquejat per pilastres adossades que sostenen un fals entaulament amb fornícula central apetxinada amb columnes i frontó corbat. S'accedeix a l'església per una escalinata amb barana en la part central de la qual hi ha un escut frustrat. L'aparell de l'edifici és de blocs de pedra ben escairats i molt regulars. A la porta hi ha la data de 1686 gravada a la pedra. La torre campanar de torre és de planta quadrada, amb aparell de carreus regulars disposats en filades. Està rematada per un mirador.

### Altar del Sant Sepulcre
Era un altar de pedra ornat amb un escut, possiblement dels Cardona, flanquejat per àngels i motius vegetals. Damunt l'altar hi ha el cos de Crist Jacent, rodejat de les Maries, Sant Joan, Sant Josep d'Arimatea, Nicodemus i una altra figura. El treball de l'obra sembla correspondre a les darreries del segle xv o inicis del XVI. Fou fet per la capella del Castell en època dels ducs de Cardona i donat a la parròquia quan aquesta es construí, al segle xvii. Actualment està trencat degut a la guerra de 1936.

## Història
Es creu que en el lloc on es troba emplaçada aquesta església n'hi havia una d'anterior gòtica, consagrada el 1456. El 1606 la duquessa de Cardona concedia llicència per a construir una església nova. El 14 de maig de 1612 es posa la primera pedra, reaprofitant les pedres de la primera església. Hom pensa que s'acaba als voltants del 1686, com consta al portal.
El 1652 es va fer una capitulació entre els jurats de la vila i el pintor Blasi, lleidetà, sobre el retaule de la Verge Maria. El 1693 Lluís Bonifaci de Valls es compromet a fer el retaule de Sant Isidre. Entre finals del segle xvii i inicis del xviii, es construeixen les capelles del Santíssim Sagrament i de la Immaculada. El 1729 fou construït un magnífic orgue de vint registres, restaurat el 1867 per Giovanni Florenzano i desaparegut amb la guerra civil (1936-1939). El 1778 es fa el campanar i la sagristia actual, obra de Magí Salat de l'Albi.
En un primer moment la parròquia depenia del bisbat de Vic, ho tenim documentat a finals del s. XI i altre cop a la primera meitat del s. XII. El 1446 i 1154 és reclamada per l'arquebisbe de Tarragona Bernat Tort quan s'integra a la seva diòcesi.